# Mar y cielo
Mar y cielo (título original en catalán Mar y cel, posteriormente Mar i cel) es una obra teatral escrita en catalán por el dramaturgo Ángel Guimerá.

## Argumento
La acción se remonta a 1629. Saïd, el capitán de un barco de piratas argelinos, ha capturado a un grupo de cristianos después de asaltar su nave. Saïd es hijo de padre musulmán y madre cristiana. Vivían tranquilamente en el Reino de Valencia, hasta que mataron a su padre y a su madre en la expulsión de los moriscos 1609, por esto busca venganza contra los cristianos.
Saïd sale malparado después del abordaje del barco cristiano, ordena que una prisionera cristiana le cure las heridas, traen a Blanca, una joven chica que desde pequeña ha estado recluida en un convento y se dirigía hacia Barcelona a profesar. Los otros prisioneros son: Carles (padre de Blanca, que tiene un importante cargo militar), Ferran (capitán del barco cristiano y primo de Blanca, enamorado de ella en secreto desde su infancia) y otros marineros. El destino de estos prisioneros es ser vendidos como esclavos, pedir un rescate en el caso de Carles y en el caso de Blanca donarla para el harén del rey de Argel, la cual prefiere morir que verse en ese destino
Agradecido por la cura, Saïd le otorga a Blanca más privilegios que los demás prisioneros y con el transcurso de la obra se acaba enamorando de ella. Blanca se emociona cuando Saïd pronuncia un monólogo cargado de dramatismo sobre su trágica infancia, la cristiana se avergüenza de haber sentido compasión por un infiel, y quiere compensarlo apuñalando a Saïd mientras duerme, pero en el último momento se echa atrás, el capitán se da cuenta y le ofrece el pecho para que lo mate, Blanca de la tensión cae al suelo desmayada.
En el segundo acto, Blanca confundida por sentimientos que está descubriendo con Saïd, paralelamente éste también va enamorándose cada vez más de Blanca sin confesarlo.
Joanot, un cristiano renegado de la tripulación de Saïd, es el factor que gira la situación, es un fugitivo de la autoridad que se cobija en los musulmanes, sufre contradicciones al haber abandonado su religión y busca reconciliarse con ella, decide liberar los cristianos, estos matan a todos los piratas, excepto Saïd que se cierra en su camarote.
En el tercer acto, Blanca hace guardia en el camarote, para impedir que le puedan hacer daño, ella amenaza con que si lo tocan ella se clavará un puñal, Carles el padre de Blanca reniega de ella como hija en ver que ama a un musulmán. Ferran que en el fondo admira su adversario y entiende que su prima no estaba hecha para ser monja, prepara una barca de remos para huir de noche. Cuando están en la mitad de la ejecución de este plan, aparece Carles y, en el último momento, dispara a Saïd, pero Blanca se interpone y recibe la bala por él, entonces Saïd se tira con Blanca al mar y mueren los dos juntos. La muerte de los dos protagonistas es la única manera de conseguir estar juntos en el amor eterno. Viven en dos mundos opuestos, uno es el mar y el otro el cielo que se funden en el horizonte, metafóricamente la muerte.

## Adaptaciones
Fue adaptada como un musical por el grupo Dagoll Dagom. Bajo ese formato se estrenó por primera vez en los años 1980, marcando un hito en la historia del género.
En 2005 se volvió a representar en el Teatro Victoria de Barcelona. En la primera ocasión, la protagonista femenina fue interpretada por Àngels Gonyalons; en la nueva puesta en escena el papel ha correspondido a Elena Gadel, cantante de la segunda edición de Operación Triunfo.

## Polémica
Tras recibir todos los premios Butaca (galardón de teatro de Cataluña) correspondientes a la categoría de musical, Dagoll Dagom siguió su gira por España con gran polémica por parte de la Generalidad Valenciana, que se negó a que el grupo catalán hiciera su obra en Valencia si no era cantada única y exclusivamente en castellano, sin siquiera la opción de hacer pases en las dos lenguas.
- Datos: Q9028415
- Multimedia: Mar i cel / Q9028415